# شارلویل-مزیر
شارلویل-مزیر (به فرانسوی: Charleville-Mézières) کمونی در شهرستان آردن در ناحیه شامپانی-آردن که با جمعیت ۵۱٬۹۹۷ نفر در شمال کشور فرانسه واقع شده‌است. این کمون در سواحل رودخانه موز قرار دارد.